# Torre de Vallferosa
La torre de Vallferosa es una  torre de vigilancia que se encuentra en el municipio de Torá, en la comarca del Solsonés.
Fue construida hacia el 970 d. C. siguiendo la estrategia militar de construir torres de vigilancia en los puntos clave conquistados a los sarracenos. El objetivo era construir una línea de fortificaciones conectadas entre sí visualmente. Hacia el año 1000 d. C. se construyó otra torre circular rodeando la antigua a partir de tapiales por reforzarla. En la parte superior aún se pueden ver las almenas.
Tiene 33 m de altura y está considerada como uno de los mejores ejemplos de la arquitectura militar europea del siglo X y ha sobrevivido sin haber sido modificada desde su construcción.
La puerta de acceso está ubicada a 10 m del suelo.

## Ubicación
La torre de Vallferosa se encuentra situada en el camino que va de Solsona a Torá, a raíz de una riera tributaria del arroyo de Llanera que lleva las aguas hacia el sur hasta el río Llobregós.

## Historia
Documentado desde 1052 como «Kastrum de Valle Frausa», esta fortaleza fue del alto dominio de los condes de Urgell. Su nombre dio origen, en el siglo XII, a la aparición de un linaje homónimo, algunos miembros aparecen mencionados en la documentación. Uno de ellos fue Berenguer de Vallferosa, que en 1195 daba a Santa María de Solsona todos los bienes y derechos que poseía el más Soler, situado dentro del término de este castillo. Como todas las fortalezas de la época, fue cambiando de dueños y cuando, a finales del siglo XIV, se creó el ducado de Cardona pasaría a formar parte. Posteriormente se integró a la alcaldía de Torá.